# Estadio Municipal de Gdynia
El Estadio Municipal de Gdynia (en polaco: Stadion Miejski w Gdyni), conocido por motivos de patrocinio como Stadion GOSiR, es un estadio de fútbol ubicado en Gdynia, Polonia. Es el estadio donde el Arka Gdynia y el Bałtyk Gdynia juegan sus partidos como local.

## Construcción
Diseñado por el Studio Projektowe SPAK de Varsovia, el nuevo estadio permitiría al Arka Gdynia cumplir los requisitos para competir en la Ekstraklasa. Sin embargo, la construcción se ganó varias críticas por parte de los espectadores, al carecer de techo para cubrir a los aficionados. Esto se debe a las limitaciones presupuestarias para levantar un techo voladizo por parte del ayuntamiento de la ciudad.
La demolición del estadio anterior se inició el 1 de diciembre de 2009, en pleno invierno. Para mayo de 2010, ya se había alcanzado la altura máxima de la gradas. No obstante, los trabajos realizados por Budimex-Dromex concluyeron las primeras semanas de 2011, a pesar de que debían haber concluido a finales de 2010.